# Martín Buzzo
Martín Buzzo (n. Buenos Aires, Argentina; 17 de junio de 1975) es un actor y director de teatro argentino que logró reconocimiento nacional e internacional por ser la figura principal del espectáculo Fuerza bruta y por haber sido finalista en el reality show Celebrity Splash (2013) emitido por Telefe.

## Carrera profesional
En 1997, Martín Buzzo comenzó su formación interpretativa en la escuela de teatro de Julio Chávez, donde también tomó clases de baile, canto, a entrenar como doble y le abrió la oportunidad de protagonizar sus primeros cortometrajes: Suspiros (1998), Vidas cruzadas (1998) y Un par de teclas (1999). Por aquel entonces también comenzó a estudiar derecho, pero la abandonó en el cuarto año de la carrera y comenzó a estudiar teatro en la Universidad Nacional de las Artes. Es así, que su debut profesional como actor sucedió en el 2000, apareciendo en La oreja de Dalí, un cortometraje dirigido por Martín Mauregui que posteriormente contaría con él para protagonizar otros dos cortometrajes, Sábado a la noche, domingo por la mañana (2001) y A ningún lado (2001). En 2001, Martín debutó en el teatro con la obra Sublime Oscuridad dirigida por Rogelio Borda, la cual también le dio la oportunidad de protagonizar El huevo ancla (2002) dirigida por Valeria Alonzo.
Seguidamente, Buzzo luego de haber protagonizado sus dos primeras obras de teatro, recibió la llamada telefónica del director Diqui James invitándolo a cocrear un nuevo espectáculo, teniendo como foco el desempeño corporal y físico. Así fue como idearon Fuerza bruta, con la cual fue reconocido mundialmente por ser una de las representaciones más impresionantes e innovadoras. Entre 2003 y 2015, Buzzo ha sido el actor principal, el director de casting, formador y codirector de la compañía, actuando en teatros de todo el mundo. En 2009, Martín también comenzó su carrera como actor en televisión, siendo su primer papel el de Antonio "Toni" en la comedia Los exitosos Pells emitida por Telefe. En 2011, realizó una participación especial en la serie Los Únicos de El trece, donde interpretó el papel de Maximiliano "Maxi" Uribe y al año siguiente apareció como invitado en la miniserie La dueña de Telefe, y a su vez personificó a Sebastián, un periodista en la telenovela  Lobo televisada por El trece.
En 2013, Martín tuvo mayor visibilidad en los medios por ser uno de los participantes del reality show Celebrity Splash, una competencia de saltos ornamentales, donde se convirtió en uno de los favoritos y llegó hasta la instancia final del programa, quedando en el tercer lugar con el 4,5% de los votos del público. En ese tiempo, realizó un cameo como corredor de Fuerza bruta en la película dramática Tesis sobre un homicidio (2013) dirigida por Hernán Goldfrid. En 2014, Buzzo fue llamado para participar de múltiples ficciones, apareciendo en Televisión por la justicia de Canal 9, en la cual personificó a Axel. Poco después, coprotagonizó un capítulo del unitario La celebración de Telefe, donde jugó el papel de Juan Pablo y compartió escenas con Antonio Birabent. Asimismo, fue convocado por Pol-ka para interpretar a Eduardo González en la telenovela Guapas, donde tenía un amorío con Andrea Luna (Araceli González). Ese mismo año. apareció como estrella invitada en la quinta temporada de la serie estadounidense Covert Affairs emitida por USA Network.
A partir del 2015, Buzzo deja de ser uno de los corredores principales de Furzabruta, pasando a dedicarse al área de dirección y producción del espectáculo. Durante ese tiempo, Martín pudo obtener un papel estable en la tira diaria Noche y día de El trece, donde interpretó a Daniel, el interés amoroso de Evangelina "Eva" Cisneros (Marina Bellati). Ese año, actuó en la serie Conflictos modernos emitida por Canal 9, donde compartió escenas con Agustina Cherri.

## Filmografía

### Cine
| Año  | Título                                   | Papel                    | Notas        |
| ---- | ---------------------------------------- | ------------------------ | ------------ |
| 2000 | La oreja de Dalí                         |                          | Cortometraje |
| 2001 | A ningún lado                            |                          | Cortometraje |
| 2001 | Sábado a la noche, domingo por la mañana |                          | Cortometraje |
| 2002 | Continencia perfecta                     |                          | Cortometraje |
| 2013 | Tesis sobre un homicidio                 | Corredor de Fuerza bruta | Cameo        |

### Televisión
| Año  | Título                     | Papel             | Notas                            |
| ---- | -------------------------- | ----------------- | -------------------------------- |
| 2009 | Los exitosos Pells         | Antonio «Toni»    | Participación especial           |
| 2011 | Los Únicos                 | Maximiliano Uribe | Capítulo 71                      |
| 2012 | Lobo                       | Sebastián         | Participación especial           |
| 2012 | La dueña                   |                   | Participación especial           |
| 2013 | Celebrity Splash           | Participante      | 3.er finalista                   |
| 2014 | Televisión por la justicia | Axel              | Episodio: «Abuso de poder»       |
| 2014 | La celebración             | Juan Pablo        | Episodio: «Despedida de soltero» |
| 2014 | Guapas                     | Eduardo González  | Elenco secundario                |
| 2014 | Covert Affairs             |                   | Invitado (Temporada 5)           |
| 2015 | Noche y día                | Daniel            | Elenco secundario                |
| 2015 | Conflictos modernos        | Vecino            | Episodio: «Algo habrán hecho»    |

## Teatro

### Como actor
| Año       | Título            | Papel    | Lugar              |
| --------- | ----------------- | -------- | ------------------ |
| 2001      | Sublime oscuridad |          |                    |
| 2002      | El huevo ancla    |          | Teatro Gato Viejo  |
| 2003–2015 | Fuerzabruta       | Corredor | Gira internacional |
| 2008      | El corredor       | Corredor | Festival de Cannes |

### Como director
| Año  | Título             |
| ---- | ------------------ |
| 1999 | Amor amor          |
| 1999 | La loma del diablo |
| 2000 | Ausencias          |